# 威爾頓盜龍屬
威爾頓盜龍屬（意為「威爾頓群的盜賊」）是下白堊紀的一屬恐龍，牠的化石是於英格蘭發現的一組肢骨（編號BMNH R2559）。
威爾頓盜龍的模式種是歐氏威爾頓盜龍（V. oweni），最初是由理查德·莱德克（Richard Lydekker）於1889年描述為斑龍的歐氏斑龍（Megalosaurus oweni）。及後於1991年由喬治·奧利舍夫斯基（George Olshevsky）重新分類為獨立的屬。

## 外部連結
- 恐龍百科全書有關威爾頓盜龍的介紹
- 恐龍博物館──威爾頓盜龍